# ليليان كوبلاند
ليليان كوبلاند (بالإنجليزية: Lillian Copeland)‏ هي رامية الرمح ‏ أمريكية، ولدت في 25 نوفمبر 1904 في نيويورك في الولايات المتحدة، وتوفيت في 7 يوليو 1964 في لوس أنجلوس في الولايات المتحدة.

## وصلات خارجية
- ليليان كوبلاند على موقع الاتحاد الأمريكي لسباقات المضمار والميدان، قاعة المشاهير (الإنجليزية)
- ليليان كوبلاند على موقع اللجنة الأولمبية الدولية (الإنجليزية)
- ليليان كوبلاند على موقع أوليمبيديا (الإنجليزية)